# Huta Nowa (województwo świętokrzyskie)
Huta Nowa – wieś w Polsce położona w województwie świętokrzyskim, w powiecie kieleckim, w gminie Bieliny w Górach Świętokrzyskich.
| SIMC    | Nazwa   | Rodzaj    |
| ------- | ------- | --------- |
| 0228022 | Folwark | część wsi |
| 0228039 | Koszary | część wsi |
| 0228045 | Skała   | część wsi |
| 0228051 | Sogi    | część wsi |
| 0228068 | Średnia | część wsi |

W Królestwie Polskim istniała gmina Huta Nowa.
W latach 1975–1998 miejscowość należała administracyjnie do województwa kieleckiego.

## Historia
Geneza wielu wsi w tym Huty Nowej na terenie dzisiejszej Gminy Bieliny wiąże się z istnieniem niegdyś na ich obszarze hut szkła. Nazwa miejscowości ma ciekawą historię. Od 1669 roku proboszcz Jan Brzoszczyński zamiast nazwy officina vitrearia Nova ad pontem używał officina vitrearia Michnowska (od nazwiska pierwszego właściciela huty).
W 1718 roku ksiądz Józef Antoni Jaworski po raz pierwszy użył polskiej nazwy Nowa Chuta. Zamiennie stosował określenia: officina vitearia Nova dicta (huta szkła Nową zwana), Michniow, Michnow, Chuta Michnowska, officina Michnowska, officina Nova, czy Nowa Uta. Nazwa "Huta Nowa" w tej właśnie kolejności, przyjęła się dopiero po regulacji wsi w 1856 roku.

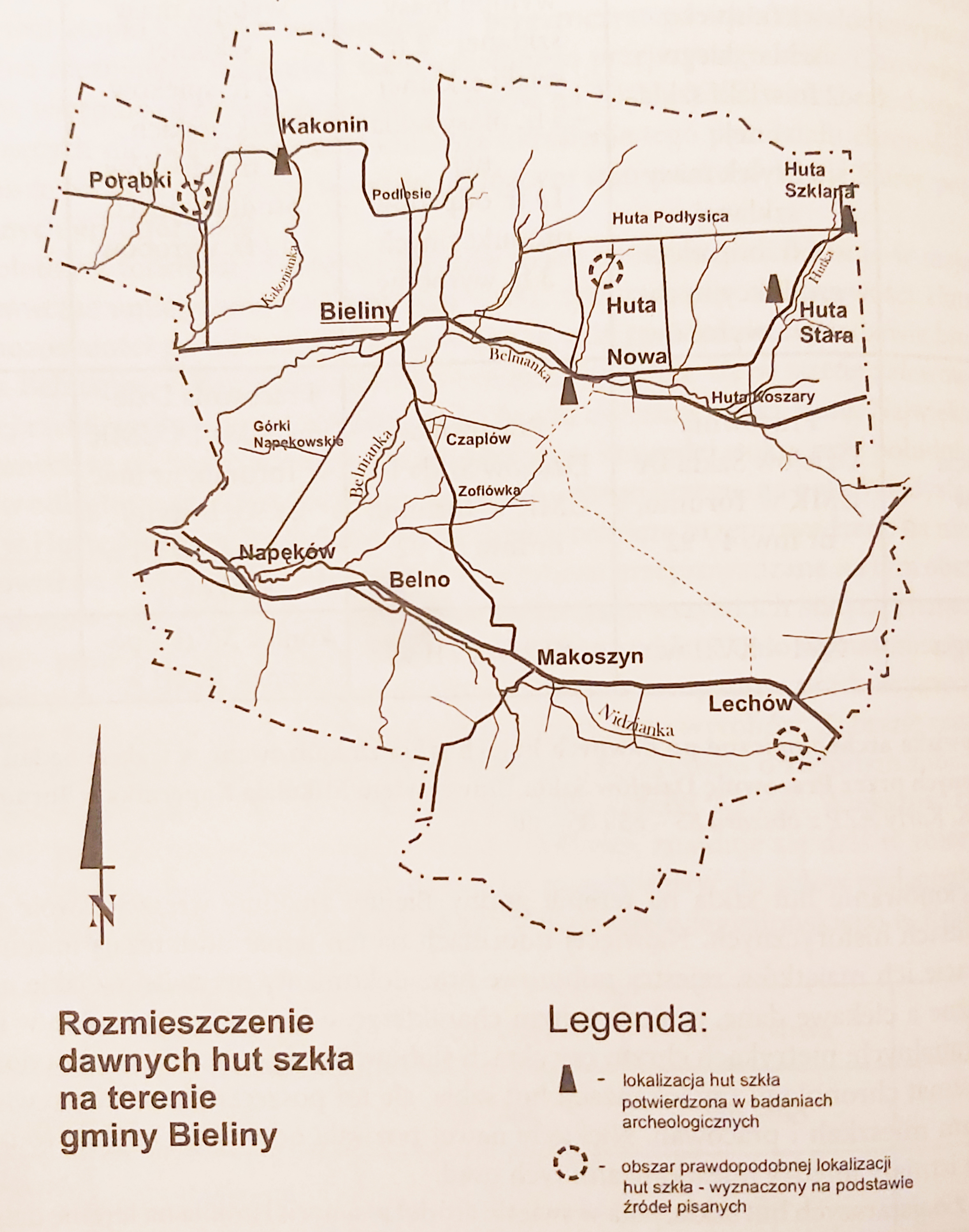

Badania archeologiczne prowadzone przez toruńską Pracownię Dziejów Szkła przyczyniły się do odkrycia w maju 1993 roku śladów huty szkła jaka funkcjonowała w połowie XVII i początku XVIII wieku dając początek miejscowości Huta Nowa. Powierzchniowe pozostałości po zakładzie zlokalizowano w bezpośrednim sąsiedztwie brodu i mostka dla pieszych na rzece Belniance. Główna koncentracja znalezisk znajduje się w strefie zalewowej i nadzalewowej doliny tej rzeki, wzdłuż drogi prowadzącej od brodu do leśniczówki. Najwięcej znalezisk odkryto w odległości około 60 m na południe od brzegu rzeki na polu Władysława Mordonia. Działania rolnicze oraz związane z budową drogi w tym rejonie doprowadziły do niemal całkowitego zniszczenia wszystkich stałych elementów zabudowy produkcyjno-gospodarczej i mieszkalnej związanej z hutą szkła. Zebrane natomiast zostały próbki zabytków ruchomych tj.: fragmenty donic do wytopu szkła, ciekawe fragmenty wyrobów w większości butelek wykonanych ze szkła przezroczystego o zielonym zabarwieniu. Zbiory znajdują się w Pracowni Dziejów Szkła w Toruniu, zaś niewielki zestaw został przekazany do Instytutu Archeologii Uniwersytetu Jagiellońskiego w Krakowie.
Powstanie huty szkła na terenie miejscowości Huta Nowa wiązało się z klęską żywiołową, która nawiedziła obszar Bielin i okolic w 1645 roku. Gwałtowny huragan powalił lasy między Bielinami a Lechowem.  Biskup Piotr Gembicki polecił hutnikowi Jakubowi Michnowskiemu przenieść nieczynną hutę spod Cisowa na tereny dotknięte klęską huraganu. Tak najprawdopodobniej powstała Huta Nowa. Najważniejszym warunkiem lokalizacji huty szkła na tym terenie było występowanie odpowiedniej bazy surowcowej tj.: piasek, popiół, potaż, skały wapienne, gliny techniczne oraz duże ilości wysuszonego drewna na opał. Hutnicy nie byli właścicielami gruntów, na których stawiali huty. Jedynie zakład stanowił ich własność użytkową, do której zwykle mieli dożywotnie prawo. W hucie znajdującej się na terenie Huty Nowej otrzymywano szkło potasowe o niskiej jakości, zielonkawym zabarwieniu, przesycone wewnątrz licznymi pęcherzykami. Doświadczeni hutnicy potrafili jednak uzyskać szkło znacznie lepszej jakości zwane taflowym oraz najlepsze tzw. białe szkło. Wyroby szklane wykonywane były ręcznie poprzez wydmuchiwanie z użyciem piszczeli. Technika ta stosowana jest właściwie bez większych zmian do dziś.